# ربع دستة أشرار (فلم)
رُبع دستة أشرار هو فيلم مصري عرض عام 1970، بطولة فؤاد المهندس وشويكار وعبد المنعم مدبولي وسعيد صالح، ومن إخراج نجدي حافظ.
يعني عنوان الفيلم ثلاثة أشرار، وهو رُبع الدستة (التي تساوي الرقم اثنى عشر).

## قصة الفيلم
يطارد البوليس عصابة من عصابات الصعيد يتزعمها البهجوري، وخلال مهاجمة البوليس لقطار الصعيد حيث تم عمل كمين لهذا الزعيم، يفاجأ البوليس بتدخل وتعاون من قبل السجينين شحاتة وحتحوت، بل يتمكنان من قتل البهجوري، يعجب البوليس بشجاعتهما بل ويرى أنه لا بد من الاستعانة بهما للبحث عن الصحافية ليلى التي اختطفتها العصابة.

## طاقم التمثيل
- فؤاد المهندس: (شحاتة)
- شويكار: (ليلى)
- عبد المنعم مدبولي: (حتحوت)
- سعيد صالح: (سليم البهجوري)
- محمد صبيح: (حركة - من رجال البهجوري)
- عبد الله فرغلي: (عواد - من رجال البهجوري)
- أحمد أباظة: (البهجوري)
- سلامة إلياس: (ضابط شرطة)
- نظيم شعراوي: (ضابط شرطة)
- عبد الغني النجدي: (هريدي - الغفير)
- سمير ولي الدين: (وهدان - من رجال البهجوري)
- حسين المليجي: (الجرسون)
- علي جوهر
- بندق حسن
- الطوخي توفيق
- حسان اليماني
- مختار السيد
- رشوان مصطفى: (ضابط شرطة)
- عبد المنعم بسيوني: (ضابط شرطة)
- نصر سيف: (من رجال البهجوري)
- شريهان: (طفلة)

## فريق العمل
- إخراج: نجدي حافظ
- قصة: الضيف أحمد
- سيناريو وحوار: بكر الشرقاوي، عادل جلال، عبد المنعم مدبولي
- مدير التصوير: رمزي إبراهيم
- مونتاج: صلاح عبد الرازق
- موسيقى تصويرية: فؤاد الظاهري
- إنتاج: المؤسسة المصرية العامة للسينما - نجدي حافظ
- توزيع: المؤسسة المصرية العامة للسينما
- تأليف الأغاني: عبد الوهاب محمد
- ألحان الأغاني: حلمي بكر